# Rostam

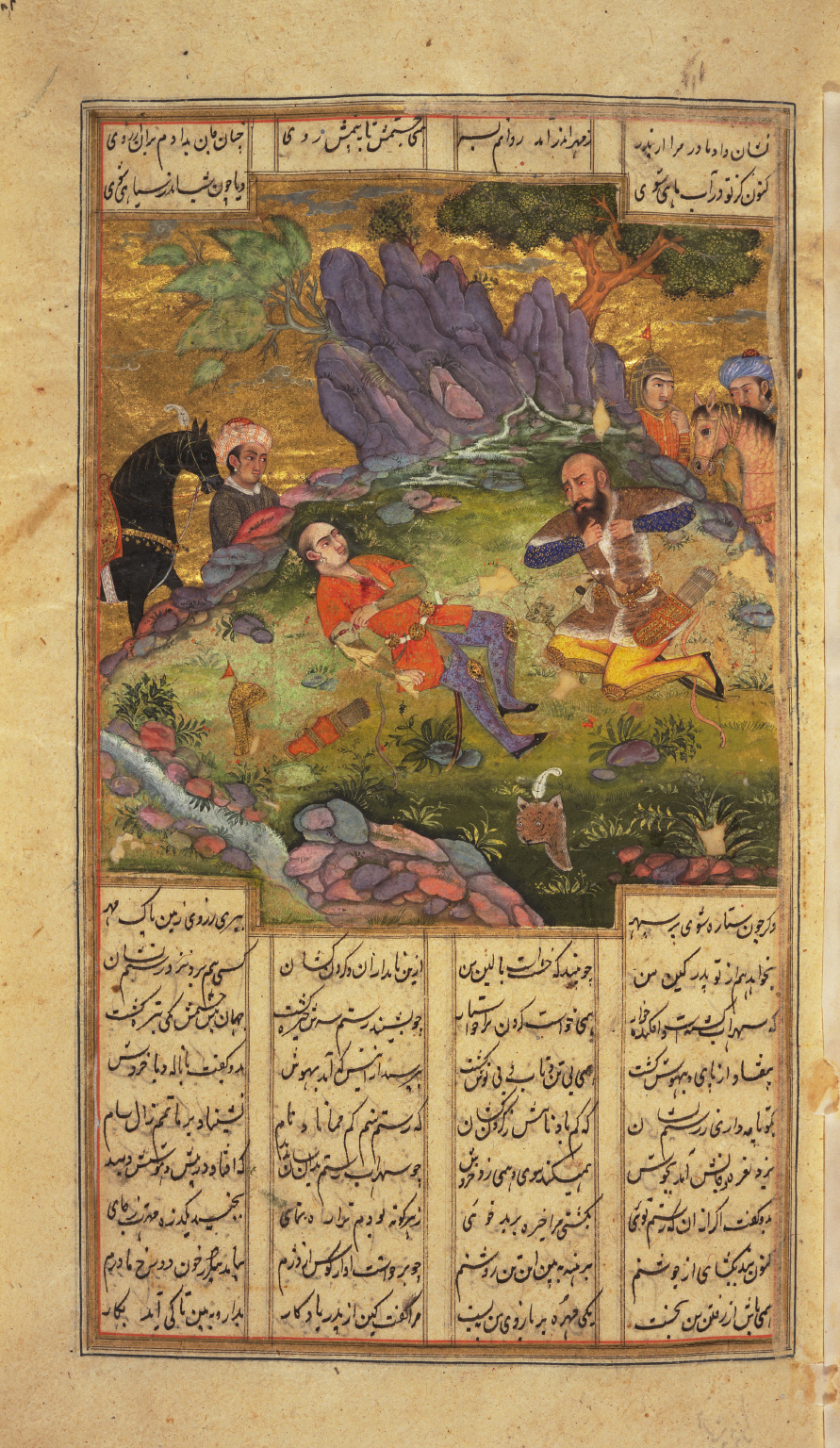
Rostam sörjer Sohrab. Persisk miniatyr.

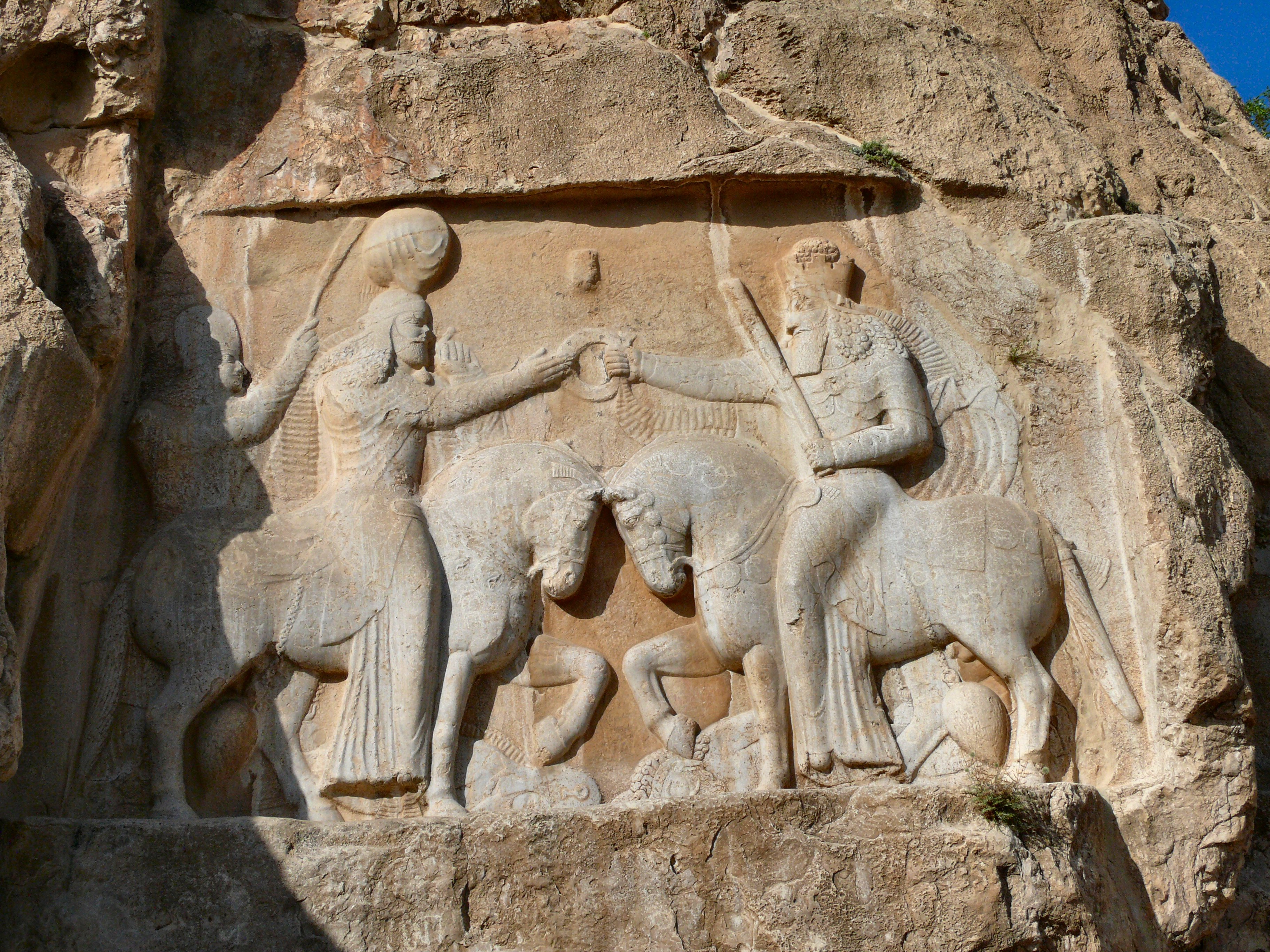
Naqsh-e Rostam I

Rostam (persiska رستم) är en iransk hjälte och huvudperson i det persiska nationaleposet Shahnameh (Kungaboken). Han betraktas som hjältarnas hjälte och framträder i flera av eposets (ur litterär synpunkt) mest ansedda avsnitt. Namnet Rostam kommer från avestiskans raosta-takhma i betydelsen "den erfarne modige". Legenderna om hjälten bygger på östiranskt sagomaterial från parthisk tid och till sin sociala ställning påminner han om den parthiske befälhavaren Surena från slaget vid Carrhae. 

## Liv och legend
Rostam är barn till Zal och en halvturansk prinsessa vid namn Rudabe. I Ferdousis Shahnameh skildras den eviga envigen mellan Iran ("ariernas land") och Turan, som är namnet på Irans nordöstliga ärkefiende i folksagorna och som symboliserar den turkiska folkvandringen in över den iranska högplatån. Zal bävade för att hans älskarinna Rudabe skulle dö vid förlossningen av Rostam eftersom babyn var så ovanligt stor. Men enligt Shahnameh instruerade den mytologiska fågeln Simorgh honom att utföra kejsarsnitt (som än i dag heter rostamzâd رستمزاد på persiska) på henne. På så sätt räddades modern och barnet.
Som barn dödar Rostam en vansinnig vit elefant som tillhör shahen Manuchehr med ett enda klubbslag. Han tämjer sin farfar Sams legendariska hingst Rakhsh. Som vuxen utkämpar han flera krig i Centralasien och utför flera stordåd. Han sägs bland annat ha dödat en stor vit drake. Mest berömd är han för en färd som han ger sig av på för att rädda shahen Kay Kavus, som fångats av Mazandarans demoner (divân). Denna resa är omtalad som Rostams "sju äventyr" (haft khân) i litteraturen.
Rostam fick en son med Tahmineh, en prinsessa från Samangâm. Sohrab dödades oavsiktligt av sin far i strid under shahen Kay Kavus styre. Rostam fick senare en dotter, Banu Goshasp, och en son, Faramarz, som båda blev berömda hjältar i Turan och i Indien.

## Inflytande på europeisk litteratur
I engelsk 1800-talslitteratur förekommer Rostam i ett poem av Matthew Arnold där han utkämpar en kamp mot sin egen son Sohrab som bygger på Ferdousis berättelse i det persiska nationaleposet.
Det finns likheter mellan Rostam-legenden och den irländska hjälten Cúchulainn. Båda dräper en våldsamt odjur som tonåringar, dödar sina söner i strid och är till synes obesegrade i krig och mördas på grund av förräderi medan de själva dödar sin baneman i sista andetaget.
De persiska hjältarna Rostam och Esfandiar motsvaras av Herkules i den grekiska traditionen.